# Версхурен, Арно
Арно Версхурен (нидерл. Arno Verschueren; 8 апреля 1997 года, Лир) — бельгийский футболист, полузащитник и защитник нидерландского клуба «Твенте».

## Клубная карьера
Версхурен начинал заниматься футболом в клубе «Льерс», оттуда он перешёл в молодёжную команду «Вестерло», с 15 до 17 лет играл за клуб «Лёвен». В 2014 году он вернулся в «Вестерло», где сразу стал подводиться к основной команде. 9 августа 2014 года семнадцатилетний Версхурен дебютировал в Лиге Жюпиле в поединке против «Васланд-Беверена», выйдя на замену на 80-й минуте вместо Ярно Моленбергса. Всего в том сезоне выходил на поле в пяти встречах. В сезоне 2015/16 сыграл четыре встречи.
16 августа 2016 года на правах свободного агента перешёл в клуб первого дивизиона Нидерландов НАК Бреда, в которым заключил контракт на три года. Вместо привычной позиции полузащитника в новом клубе он стал наигрываться на месте центрального защитника. 19 августа Арно дебютировал за НАК в матче против МВВ Маастрихт. Отыграв всего 30 минут в дебютном матче, бельгиец был удалён с поля за срыв атаки соперника.
19 января 2022 года перешёл на правах аренды в роттердамскую «Спарту». Позже, был подписан полноценный контракт с клубом до 2025 года.
28 января 2025 года перешёл в «Твенте», подписав контракт на 3,5 года до середины 2028 года.

## Карьера в сборной
Версхурен играл за юношеские сборные Бельгии среди игроков до 15, 16, 17, 18 и 19 лет.